# 1921 v hudbě
Tento článek obsahuje události související s hudbou, které proběhly v roce 1921.

## Narození
- 10. leden – Helen Bonchek Schneyer, folkový hudebník († 2005) [1][2]
- 22. leden – Arno Babajanian, skladatel († 1983) [3][4]
- 26. leden – Eddie Barclay, hudební producent († 2005) [5][6]
- 31. leden
  - – Mario Lanza, americký tenor a herec († 1959)
  - – Carol Channing, americká herečka a zpěvačka [7][8]
- 12. březen – Gordon MacRae, zpěvák a herec († 1986) [9][10]
- 21. březen – Arthur Grumiaux, houslista († 1986) [11][12]
- 1. duben – Arthur Smith, americký country kytarista a skladatel [13][14]
- 8. duben – Franco Corelli, italský tenor († 2003) [15][16]
- 22. duben – Candido Camero, kubánský perkusionista [17][18] († 2020)
- 26. duben – Jimmy Giuffre, jazzový hudebník († 2008) [19][20]
- 23. květen – Humphrey Lyttelton, jazzový hudebník († 2008) [21][22]
- 1. červen – Nelson Riddle, skladatel a dirigent († 1985) [23][24]
- 15. červen – Erroll Garner, jazzový pianista († 1977) [25][26]
- 24. červenec – Giuseppe Di Stefano, italský tenor († 2008) [27][28]
- 3. srpen – Richard Adler, americký skladatel[29][30] († 2012)
- 4. srpen – Herb Ellis, americký jazzový kytarista († 2010)
- 7. srpen – Karel Husa, skladatel
- 9. srpen – Lola Bobesco, belgická houslistka († 2003) [31][32]
- 4. září – Ariel Ramírez, argentinský pianista a skladatel († 2010) [33][34]
- 21. září – Chico Hamilton, americký jazzový bubeník a kapelník [35][36]
- 21. říjen
  - – Malcolm Arnold, anglický skladatel († 2006) [37][38]
  - – Jarmil Burghauser, český hudební skladatel a vědec († 1997)
- 25. říjen – Little Hatch, americký bluesový zpěvák a hudebník († 2003) [39][40]
- 5. listopad – Georges Cziffra, maďarský klavírní virtuos († 1994) [41][42]
- 9. listopad – Pierrette Alarie, kanadská sopranistka († 2011) [43][44]
- 3. prosinec – Phyllis Curtin, americká sopranistka [45][46]
- 8. prosinec – Johnny Otis, americký bluesový hudebník [47][48]
- 15. prosinec – Alan Freed, disc jockey († 1965)

## Úmrtí
- 2. srpen – Enrico Caruso, operní pěvec (* 1873)